# Insenatura di Richards
L'insenatura di Richards è un'insenatura lunga circa 40 km, in direzione nordest-sudovest, e larga circa 22 km alla bocca, situata sulla costa di Shackleton, nella parte sud-occidentale della Dipendenza di Ross, in Antartide. Delimitata a nord da capo Maude e a sud dall'estremità settentrionale della scogliera Yeates, l'insenatura è del tutto ricoperta dai ghiacci della barriera di Ross che, proprio in corrispondenza della sua superficie, vengono arricchiti dai flussi di diversi ghiacciai, tra cui spicca il Lennox-King, il cui flusso è a sua volta arricchito da quello del German, del Fegley, e diversi altri ancora.

## Storia
L'insenatura di Richards è stata mappata da membri dello United States Geological Survey (USGS) grazie a ricognizioni tellurometriche effettuate dallo stesso USGS nel 1961-62 e a fotografie scattate durante ricognizioni aeree effettuate dalla marina militare statunitense nel 1960. Essa era già stata in precedenza così battezzata dai membri della spedizione antartica neozelandese condotta nella stagione 1959-60 in onore di R. W. Richards, membro della cosiddetta spedizione Endurance, condotta nel 1914-17 e considerata l'ultima grande spedizione della cosiddetta epoca eroica dell'esplorazione antartica, che prese parte alla costruzione dei magazzini presso il monte Hope in vista del tentativo di raggiungere il Polo Sud di Ernest Shackleton.